# Campeonato Panamericano de Béisbol Sub-14 de 2005
El Campeonato Panamericano de Béisbol Sub-14 de 2005 con categoría Juvenil A, se disputó en Aruba del 5 al 12 de agosto de 2005. El oro se lo llevó México por quinta vez.

## Equipos participantes
- Aruba
- Brasil
- Colombia
- Ecuador
- Estados Unidos
- Guatemala
- México
- Perú
- Puerto Rico
- República Dominicana
- Venezuela

## Resultados
| Posición | Selección            |
| -------- | -------------------- |
|          | México               |
|          | Venezuela            |
|          | Estados Unidos       |
| 4°       | Aruba                |
| 5°       | Brasil               |
| 6°       | Ecuador              |
| 7°       | Puerto Rico          |
| 8°       | Bandera de Colombia  |
| 9°       | República Dominicana |
| 10°      | Guatemala            |
| 11°      | Perú                 |